# Esad Bejic
Esad Bejic (* 3. März 2001) ist ein österreichischer Fußballspieler.

## Karriere

### Verein
Bejic begann seine Karriere beim FC Stadlau. 2014 kam er in die Akademie des FK Austria Wien, in der er fortan sämtliche Altersstufen durchlief. Zur Saison 2017/18 rückte er in den Kader der Zweitmannschaft der Austria auf. In jener Saison, in der Austria II in die 2. Liga aufstieg, wurde er jedoch nicht eingesetzt.
Im August 2018 debütierte er für in der 2. Liga, als er am fünften Spieltag der Saison 2018/19 gegen den SV Lafnitz in der 76. Minute für Marco Stark eingewechselt wurde. Im Juli 2021 stand er im ÖFB-Cup gegen den SV Spittal/Drau erstmals im Kader der ersten Mannschaft der Austria.
Sein Debüt für die erste Mannschaft in der Bundesliga gab Bejic im September 2021 bei einem 4:3-Sieg gegen den TSV Hartberg. Bejic durfte von Anfang an spielen, wurde aber während der Halbzeitpause für Aleksandar Jukic vom Platz genommen. Dies blieb sein einziger Einsatz für die Austria. Ab der Saison 2022/23 zählte er wieder zum Kader der Young Violets, verpasste aber einen Großteil der Spiele verletzt. Zur Saison 2025/26 wechselte er zum viertklassigen TWL Elektra.

### Nationalmannschaft
Bejic spielte bereits für diverse österreichische Jugendnationalauswahlen. Im August 2017 debütierte er gegen Finnland für die U-17-Mannschaft.